# Serge Lifar
Serge Lifar, egentligen Sergej Lifar, ukrainsk Сергій Михайлович Лифар), född 2 april 1905 i Kiev, Ukraina, död 15 december 1986 i Lausanne, Schweiz, var en ukrainsk balettdansör och koreograf.
Lifar reste 1923 till Paris där han blivit anställd av Serge Diaghilews Ballets Russes. När Ballets Russes upplöstes 1929 blev Lifar chef för Paris operabalett med vilken han hade stora framgångar.
Lifar koreograferade en lång rad baletter och avfattade även böcker om balett.